# Davide Moscardelli
Davide Moscardelli (Mons, 3 febbraio 1980) è un ex calciatore italiano, di ruolo attaccante.

## Biografia
È nato a Mons, in quanto suo padre, insieme alla sua famiglia, in quel periodo era in missione in Belgio per conto dell'aeronautica militare. È poi tornato in Italia, precisamente a Roma, città d'origine dei genitori, dove ha mosso i suoi primi passi da calciatore. Ha un fratello maggiore che in carriera ha ricoperto il ruolo di attaccante a livelli dilettantistici. Inoltre è tifoso della Roma.
È sposato con Guendalina Tobia, dalla quale ha avuto due figli. I due si sono sposati il 5 dicembre 2011 a Verona. Il suo testimone di nozze, nonché suo amico ed ex compagno di squadra al Rimini, è Francesco Valiani.
In occasione di Euro 2024 partecipa a Gli Europlay - L’altra Nazionale, programma condotta da Michela Giraud su RaiPlay.

## Caratteristiche tecniche
Era un attaccante mancino, mobile, forte fisicamente e inoltre dotato di una eccellente tecnica individuale; poteva essere impiegato come punta centrale. Il suo ruolo naturale, tuttavia, era quello di seconda punta, in grado di giocare su tutto il fronte d'attacco partendo da lontano e nel segnare reti in acrobazia, ma anche gol da opportunista.

## Carriera
Ha debuttato nel 1997 nella società di calcio di Maccarese, con la quale ha giocato fino al 2001, disputando 101 incontri, con 19 gol totali. Nella stagione 2001-2002 ha giocato con la maglia del Guidonia nell'Eccellenza laziale siglando 20 reti in 27 partite, ottenendo con la formazione romana la promozione in Serie D attraverso i playoff.
Nel 2002 passa nei professionisti, in Serie C2 con la maglia della Sangiovannese: mette a segno 15 reti in 30 partite.
Nel 2003 arriva in Serie B alla Triestina, e al primo anno segna 16 gol, terminando la stagione al decimo posto in campionato. Al secondo anno il suo rendimento cala e segna 7 reti, con la squadra che finisce la stagione al quart'ultimo posto; lascia Trieste con 79 presenze e 23 gol.
Nell'estate 2005 si trasferisce al Rimini. In Romagna rimane per due stagioni, nelle quali non riesce mai a diventare titolare stabilmente, partendo spesso dalla panchina. In totale segna 15 gol in 63 incontri totali.
Nell'estate 2007 si trasferisce al Cesena, dove ritrova il posto da titolare realizzando 15 reti; a fine stagione la squadra bianconera retrocede in Lega Pro Prima Divisione, concludendo all'ultimo posto in classifica.
Nella stagione 2008-2009 passa in comproprietà al Piacenza. Nei primi mesi incontra diverse difficoltà; a partire da novembre cambia ruolo in campo, giocando come attaccante esterno, e inizia una crescita progressiva che lo porterà a disputare un girone di ritorno positivo, in linea con i risultati della squadra emiliana, che conclude al decimo posto.
Confermato anche per la stagione successiva, vive nuovamente un avvio di campionato sottotono. Dopo l'esonero di Castori con cui giocava come punta centrale, il nuovo tecnico Ficcadenti lo riporta nel ruolo di attaccante esterno e gli consegna la fascia di capitano. Il rendimento migliora e Moscardelli chiude la sua seconda stagione piacentina con 37 presenze e 14 reti, contribuendo alla salvezza ottenuta nel finale di stagione, con la squadra che termina due punti sopra la zona play-out.
Il 4 agosto 2010 viene ufficializzato il suo passaggio al Chievo. Il 29 agosto del 2010, all'esordio in campionato, mette a segno il suo primo gol in Serie A contro il Catania nella partita che i clivensi vincono per 2-1. Nella partita successiva contro il Genoa realizza il suo secondo gol in campionato. Il 21 novembre 2010 ha segnato il goal del momentaneo 2-0 contro l'Inter, sfida poi vinta 2-1. Chiude la sua prima stagione nella massima serie con 6 reti in 34 partite. Nelle due annate successive trova meno spazio nell'attacco clivense, impiegato come riserva di Alberto Paloschi, Cyril Théréau e Sergio Pellissier, totalizzando rispettivamente 25 e 7 presenze in campionato.
Poco utilizzato tra i clivensi, in quanto chiuso in attacco dagli altri attaccanti della rosa, il 31 gennaio 2013 viene ufficializzato il suo passaggio al Bologna, con cui firma un contratto di un anno e mezzo, fino al 2014, su richiesta di Stefano Pioli che lo aveva già allenato al Piacenza e al Chievo. Esordisce con i rossoblu alla prima partita utile, il 3 febbraio seguente in Pescara-Bologna (2-3), sostituendo Alessandro Diamanti al 34' della ripresa.
Il 27 aprile, durante la partita disputata contro l'Atalanta, sostituisce tra i pali a tempo scaduto, con i cambi esauriti, il compagno di squadra Gianluca Curci, rimasto infortunato in precedenza.
Mette a segno la sua prima rete in campionato il 12 maggio contro il Parma (vittoria per 0-2). Conclude l'annata con 9 presenze e una rete in maglia felsinea.
Per la stagione 2013-2014 veste la maglia n° 10, lasciata libera dal partente Alberto Gilardino. Alla seconda giornata della stagione 2013-2014, parte titolare e segna la prima rete stagionale del Bologna contro la Sampdoria; il risultato finale sarà 2-2. Parte nell'undici titolare anche nella successiva partita esterna contro l'Udinese, ed anche in questa occasione, il Bologna esce imbattuto e rimedia un pareggio per 1-1. Il 3 dicembre torna a segnare contro il Siena in Coppa Italia, ma la sua rete non basta ad evitare la definitiva sconfitta per 2-1 ai tempi supplementari. A fine stagione rimane svincolato.
Il 1º agosto 2014 viene tesserato dal Lecce, in Lega Pro. Fa il suo esordio in giallorosso nella partita del primo turno preliminare di Coppa Italia del 10 agosto 2014 vinta per 5-0 contro il Foligno; nel corso dell'incontro segna anche il suo primo gol con il Lecce al 72' su calcio di rigore, fissando il punteggio sul definitivo 5-0. Gioca anche da titolare il secondo turno di Coppa il 16 agosto, dove il Lecce però viene eliminato contro lo Spezia con il risultato di 1-0.
Il 29 novembre 2014 con la maglia del Lecce contro il Melfi (gara vinta 4-1 dai pugliesi) ha siglato il suo 150º gol in carriera. Conclude la stagione con un bottino personale di 15 gol, miglior marcatore stagionale della sua squadra.
Il 12 luglio 2016, dopo essere rimasto svincolato, firma con l'Arezzo. Diviene capitano della squadra e nella prima stagione ottiene 36 presenze complessive con 18 gol. Nella stagione seguente raggiunge la salvezza nel girone A nonostante i 13 punti di penalizzazione inflitti agli amaranto, mettendo a segno 12 reti.
Il 3 luglio 2018 viene comunicato l'ingaggio da parte del Pisa, di cui diviene sin da subito il capitano, dopo gli addii di Andrea Lisuzzo e Daniele Mannini. Esordisce con i nerazzurri il 29 luglio contro la Triestina, nell'incontro valevole per il primo turno di Coppa Italia, segnando una doppietta. In tutto il campionato segna 8 reti, più altre 2 nei play-off, al termine della stagione ottiene la promozione in Serie B coi pisani. Il 16 dicembre 2019 realizza una doppietta nella vittoria per 3-1 sul campo del Trapani, tornando al gol in serie B dopo nove anni.
Il 29 agosto 2020 annuncia il suo ritiro dal calcio giocato, e il suo ingresso nello staff tecnico del Pisa.
Nel 2023 è alla Jem's Soccer Academy, in seguito diventa il responsabile tecnico della Totti Soccer School.

## Statistiche

### Presenze e reti nei club
| Stagione         | Squadra          | Campionato       | Campionato | Campionato | Coppe nazionali | Coppe nazionali | Coppe nazionali | Coppe continentali | Coppe continentali | Coppe continentali | Altre coppe | Altre coppe | Altre coppe | Totale | Totale |
| Stagione         | Squadra          | Comp             | Pres       | Reti       | Comp            | Pres            | Reti            | Comp               | Pres               | Reti               | Comp        | Pres        | Reti        | Pres   | Reti   |
| ---------------- | ---------------- | ---------------- | ---------- | ---------- | --------------- | --------------- | --------------- | ------------------ | ------------------ | ------------------ | ----------- | ----------- | ----------- | ------ | ------ |
| 1997-1998        | Maccarese        | Prom.            | 13         | 2          | -               | -               | -               | -                  | -                  | -                  | -           | -           | -           | 13     | 2      |
| 1998-1999        | Maccarese        | Prom.            | 28         | 4          | -               | -               | -               | -                  | -                  | -                  | -           | -           | -           | 28     | 4      |
| 1999-2000        | Maccarese        | Prom.            | 29         | 5          | -               | -               | -               | -                  | -                  | -                  | -           | -           | -           | 29     | 5      |
| 2000-2001        | Maccarese        | Ecc.             | 31         | 8          | -               | -               | -               | -                  | -                  | -                  | -           | -           | -           | 31     | 8      |
| Totale Maccarese | Totale Maccarese | Totale Maccarese | 101        | 19         |                 | -               | -               |                    | -                  | -                  | -           | -           | -           | 101    | 19     |
| 2001-2002        | Guidonia         | Ecc.             | 27+2       | 17+2       | -               | -               | -               | -                  | -                  | -                  | -           | -           | -           | 29     | 19     |
| 2002-2003        | Sangiovannese    | C2               | 30         | 15         | CI-C            | 2               | 0               | -                  | -                  | -                  | -           | -           | -           | 32     | 15     |
| 2003-2004        | Triestina        | B                | 42         | 16         | CI              | 1               | 0               | -                  | -                  | -                  | -           | -           | -           | 43     | 16     |
| 2004-2005        | Triestina        | B                | 36+1       | 7          | CI              | 2               | 0               | -                  | -                  | -                  | -           | -           | -           | 39     | 7      |
| ago. 2005        | Triestina        | B                | 0          | 0          | CI              | 1               | 0               | -                  | -                  | -                  | -           | -           | -           | 1      | 0      |
| Totale Triestina | Totale Triestina | Totale Triestina | 78+1       | 23         |                 | 4               | 0               |                    | -                  | -                  |             | -           | -           | 83     | 23     |
| 2005-2006        | Rimini           | B                | 31         | 6          | CI              | 0               | 0               | -                  | -                  | -                  | -           | -           | -           | 31     | 6      |
| 2006-2007        | Rimini           | B                | 32         | 9          | CI              | 2               | 0               | -                  | -                  | -                  | -           | -           | -           | 34     | 9      |
| ago. 2007        | Rimini           | B                | 0          | 0          | CI              | 2               | 1               | -                  | -                  | -                  | -           | -           | -           | 2      | 1      |
| Totale Rimini    | Totale Rimini    | Totale Rimini    | 63         | 15         |                 | 4               | 1               |                    | -                  | -                  |             | -           | -           | 67     | 16     |
| 2007-2008        | Cesena           | B                | 40         | 15         | CI              | 0               | 0               | -                  | -                  | -                  | -           | -           | -           | 40     | 15     |
| 2008-2009        | Piacenza         | B                | 40         | 8          | CI              | 0               | 0               | -                  | -                  | -                  | -           | -           | -           | 40     | 8      |
| 2009-2010        | Piacenza         | B                | 37         | 14         | CI              | 1               | 1               | -                  | -                  | -                  | -           | -           | -           | 38     | 15     |
| Totale Piacenza  | Totale Piacenza  | Totale Piacenza  | 77         | 22         |                 | 1               | 1               |                    | -                  | -                  |             | -           | -           | 78     | 23     |
| 2010-2011        | Chievo           | A                | 34         | 6          | CI              | 2               | 1               | -                  | -                  | -                  | -           | -           | -           | 36     | 7      |
| 2011-2012        | Chievo           | A                | 25         | 4          | CI              | 2               | 0               | -                  | -                  | -                  | -           | -           | -           | 27     | 4      |
| 2012-gen. 2013   | Chievo           | A                | 7          | 0          | CI              | 2               | 0               | -                  | -                  | -                  | -           | -           | -           | 9      | 0      |
| Totale Chievo    | Totale Chievo    | Totale Chievo    | 66         | 10         |                 | 6               | 1               |                    | -                  | -                  | -           | -           | -           | 72     | 11     |
| gen.-giu. 2013   | Bologna          | A                | 9          | 1          | CI              | 0               | 0               | -                  | -                  | -                  | -           | -           | -           | 9      | 1      |
| 2013-2014        | Bologna          | A                | 17         | 1          | CI              | 2               | 1               | -                  | -                  | -                  | -           | -           | -           | 19     | 2      |
| Totale Bologna   | Totale Bologna   | Totale Bologna   | 26         | 2          |                 | 2               | 1               |                    | -                  | -                  | -           | -           | -           | 28     | 3      |
| 2014-2015        | Lecce            | LP               | 32         | 15         | CI+CI-LP        | 2+0             | 1               | -                  | -                  | -                  | -           | -           | -           | 34     | 16     |
| 2015-2016        | Lecce            | LP               | 30+2       | 10+2       | CI+CI-LP        | 2+0             | 0               | -                  | -                  | -                  | -           | -           | -           | 34     | 12     |
| Totale Lecce     | Totale Lecce     | Totale Lecce     | 62+2       | 25+2       |                 | 4               | 1               |                    | -                  | -                  |             | -           | -           | 68     | 28     |
| 2016-2017        | Arezzo           | LP               | 32+1       | 16+1       | CI+CI-LP        | 2+1             | 0+1             | -                  | -                  | -                  | -           | -           | -           | 36     | 18     |
| 2017-2018        | Arezzo           | C                | 30         | 12         | CI+CI-C         | 1+0             | 0               | -                  | -                  | -                  | -           | -           | -           | 31     | 12     |
| Totale Arezzo    | Totale Arezzo    | Totale Arezzo    | 62+1       | 28+1       |                 | 4               | 1               |                    | -                  | -                  |             | -           | -           | 67     | 30     |
| 2018-2019        | Pisa             | C                | 29+5       | 8+2        | CI+CI-C         | 3+2             | 2+3             | -                  | -                  | -                  | -           | -           | -           | 39     | 15     |
| 2019-2020        | Pisa             | B                | 16         | 2          | CI              | 1               | 0               | -                  | -                  | -                  | -           | -           | -           | 17     | 2      |
| Totale Pisa      | Totale Pisa      | Totale Pisa      | 45+5       | 10+2       |                 | 6               | 5               |                    | -                  | -                  |             | -           | -           | 56     | 17     |
| Totale carriera  | Totale carriera  | Totale carriera  | 688        | 208        |                 | 33              | 11              |                    | -                  | -                  |             | -           | -           | 721    | 219    |